# 대한민국 민법 제204조
대한민국 민법 제204조는 점유의 회수에 대한 민법 물권법 점유권상 조문이다.

## 조문
제204조(점유의 회수) ① 점유자가 점유의 침탈을 당한 때에는 그 물건의 반환 및 손해의 배상을 청구할 수 있다.
②전항의 청구권은 침탈자의 특별승계인에 대하여는 행사하지 못한다. 그러나 승계인이 악의인 때에는 그러하지 아니하다.③제1항의 청구권은 침탈을 당한 날로부터 1년내에 행사하여야 한다.

第204條(占有의 回收) ① 占有者가 占有의 侵奪을 當한 때에는 그 物件의 返還 및 損害의 賠償을 請求할 수 있다.
②前項의 請求權은 侵奪者의 特別承繼人에 對하여는 行使하지 못한다. 그러나 承繼人이 惡意인 때에는 그러하지 아니하다.
③第1項의 請求權은 侵奪을 當한 날로부터 1年內에 行使하여야 한다.

## 참고 문헌
- 오현수, 일본민법, 진원사, 2014. ISBN 978-89-6346-345-2
- 오세경, 대법전, 법전출판사 , 2014 ISBN 978-89-262-1027-7
- 이준현 , LOGOS 민법 조문판례집, 미래가치, 2015. ISBN 979-1-155-02086-9

## 같이 보기
- 점유권